# 1790 en Lorraine
Chronologie de la Lorraine
- 1786
- 1787
- 1788
- 1789
- 1790
- 1791
- 1792
- 1793
- 1794

Cette page est une liste d'événements qui se sont produits durant l'année 1790 en Lorraine.

## Événements

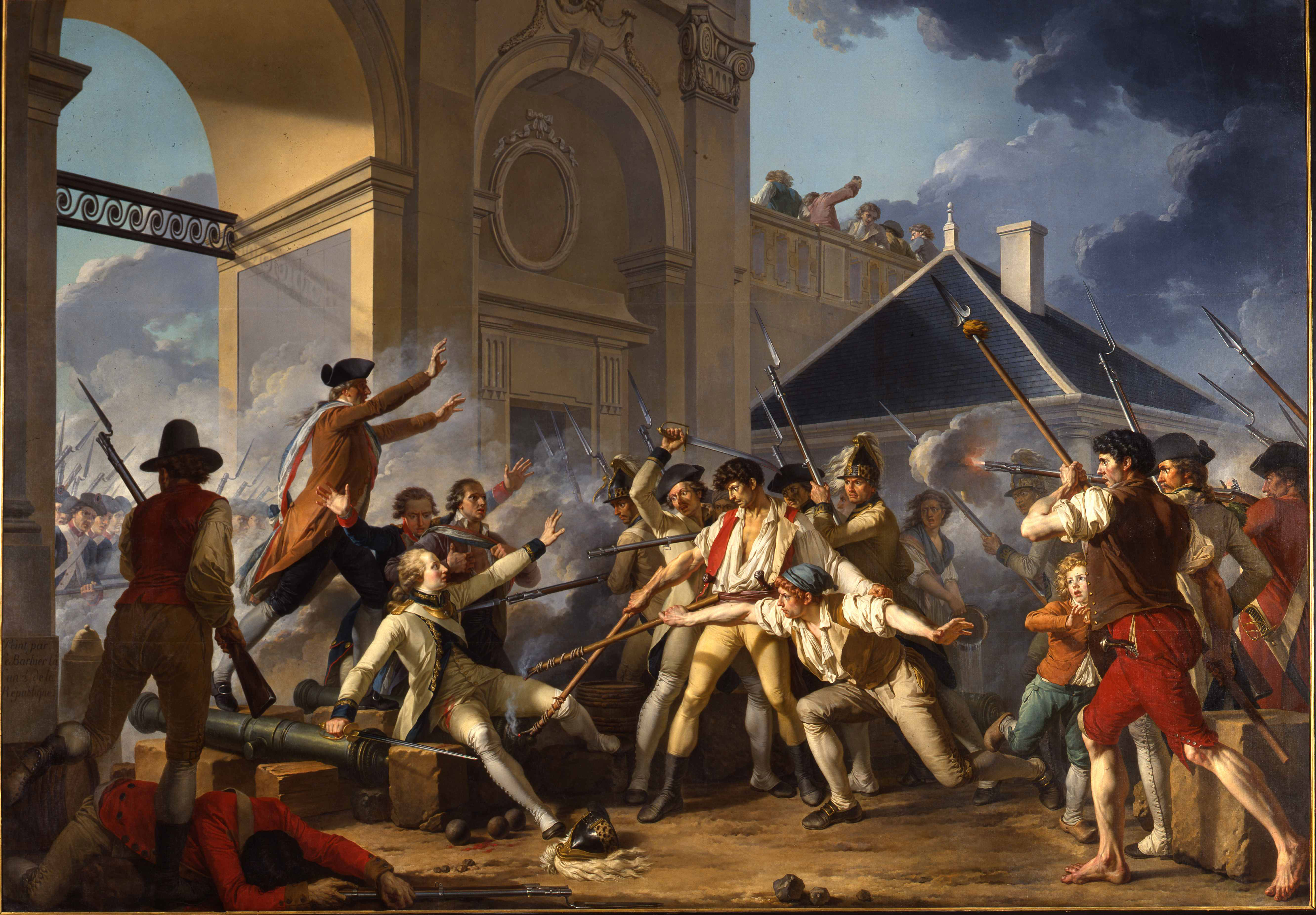
Le Courage héroïque du jeune Désilles, le 31 août 1790, à l'affaire de Nancy, Le Barbier, 1794 (musée de la Révolution française).

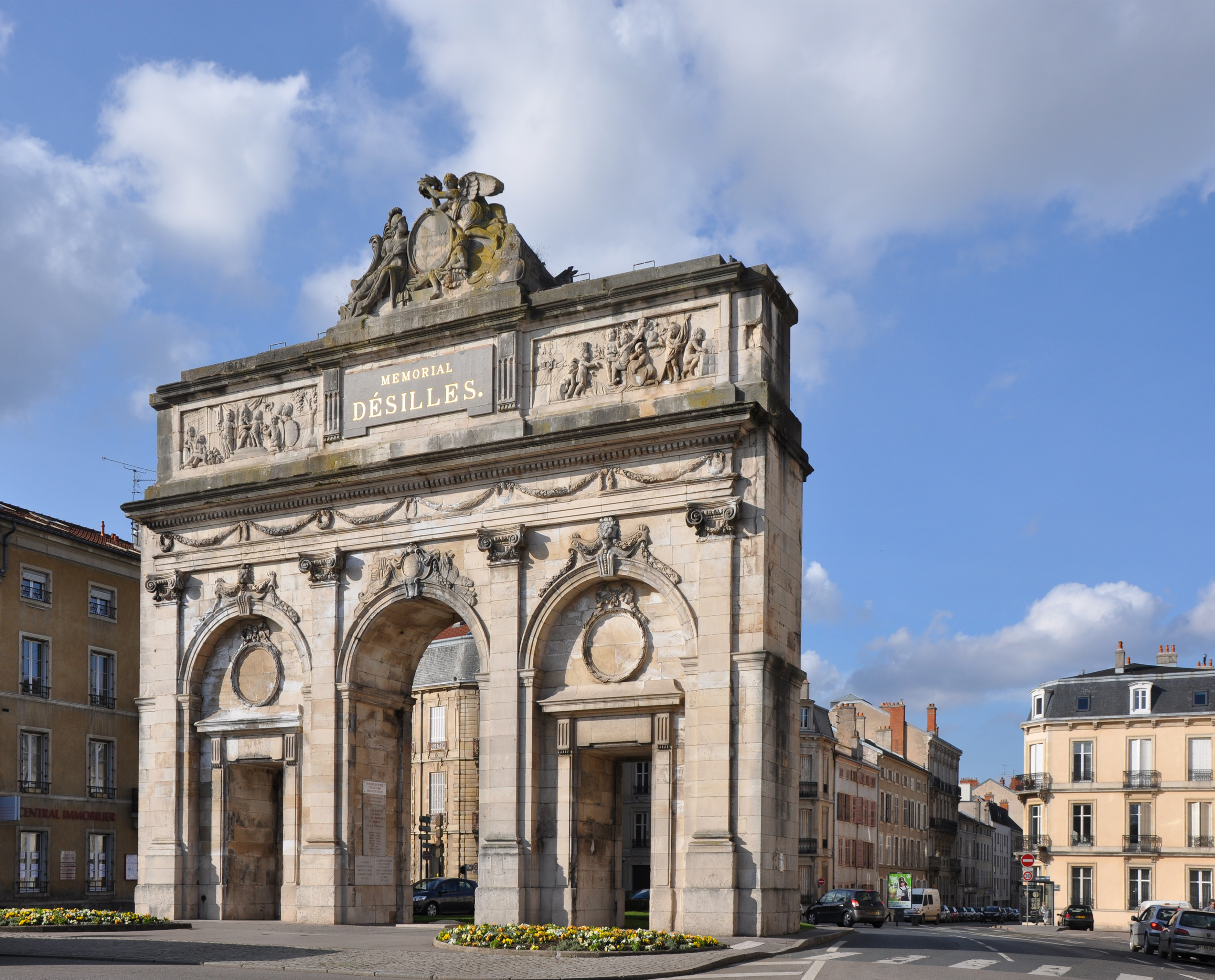
Porte Désilles, Nancy.

- l’Assemblée constituante demande à l’assemblée départementale des Vosges de choisir entre Mirecourt et Épinal pour désigner le chef-lieu du département. L’assemblée départementale se réunit à Épinal le 1er juin et choisit par 311 voix contre 127 la ville d’Épinal[1].
- Anould fait partie du district de Saint-Dié et du canton de Saint-Léonard.
- Claude Jean Roussel est élu député de la Meuse à la Convention, siégeant avec les modérés et votant la détention de Louis XVI.
- Début de la commercialisation à Nancy des Macarons fabriqués par les sœurs Marie-Élisabeth et Marguerite[2],[3]. Cette version est contestée dans l'article Macaron de Nancy.

- 8 janvier : la question est de savoir si la Lorraine allemande sera tout entière dans un seul département. Et si tel est le cas, ça peut conduire à réunir Metz et Verdun dans un même département, chose qui ne plait pas aux députés verdunois[4].
- 13 janvier : l'Assemblée constituante décide de réunir la région de la Lorraine, du Barrois et des Trois-Évéchés et de découper l'ensemble en 4 départements[2], ce sera effectif le 4 mars.
- 27 janvier : Nancy et Lunéville se disputent la préfecture du département de la Meurthe. Un système d'alternance est mis en place qui sera abandonné en 1795 au profit de Nancy[2].
- 30 janvier : le futur département de la Meuse est appelé département du Barrois', il conservera ce nom jusqu'au 26 février[2].
- 9 février : institution du département des Vosges[2].
- 26 février : création du département de la Meuse dont Bar-le-Duc est désigné comme centre administratif au détriment de Verdun[2].
- 1er mars : création du département de la Moselle dont Metz en devient le chef-lieu[2].
- 1er juin : le corps électoral des Vosges choisit Épinal comme siège administratif[2].
- Juillet : Constitution civile du clergé. Les diocèses sont redécoupés comme les départements. Il y en a donc 4 en Lorraine : Metz, Nancy, Saint-Dié et Verdun[2].
- 14 juillet : fête de la fédération dans chaque commune de France : les autorités devaient prêter le serment civique : Je jure d'être fidèle à la nation et au roi, de maintenir la liberté et l'égalité et de mourir en les défendant.
- 31 août : affaire de Nancy[5],[6], les régiments des Suisses de Château-Vieux, Mestre-de-Camp Cavalerie et Roi-Infanterie se révoltent[7] et se rendent maîtres de la Ville. L'insurrection est durement réprimée par les troupes du marquis de Bouillé[2] : le régiment des hussards de Lauzun chargea dans les rues de la ville. C'est dans cet affrontement que le lieutenant Désilles a trouvé la mort[8]. Son nom a été donné au mémorial des Nancéiens morts pour l'indépendance de l'Amérique, durant la bataille de Yorktown (porte Désilles).
- Novembre 1790 : l'Assemblée constituante impose aux membre du clergé la prestation de serment à la constitution civile du clergé[9].
- Fin 1790 : des sociétés des amis de la Constitution sont actives en Lorraine, on en compte 5 dans le département de la Meurthe, deux en Moselle. Après l'épisode de Varennes, de nombreuses autres sont créées[10].
- De 1790 à 1795, Longwy est le chef-lieu d'un district du département de la Moselle composé des cantons de Longwy[11], Aumetz[12], Charency[13], Landres[14], Longuyon[15] et Villers la Montagne[16].

### Presse écrite
- Création à Nancy du Journal du département de Meurthe Variante du titre, 9 sept. 1790-7 juil. 1791 : Journal du département de Meurthe et des départemens voisins[17].
- Fin de la parution des Affiches des Trois-Évêchés - feuille hebdomadaire, créées à Metz en 1769[18].
- Fin de la parution du Bulletin de l'Assemblée nationale Variante du titre, 22-25 septembre 1789 :Extrait de différens journaux, paraissant 4 fois par semaine, créé en 1789 à Nancy[19].

## Naissances

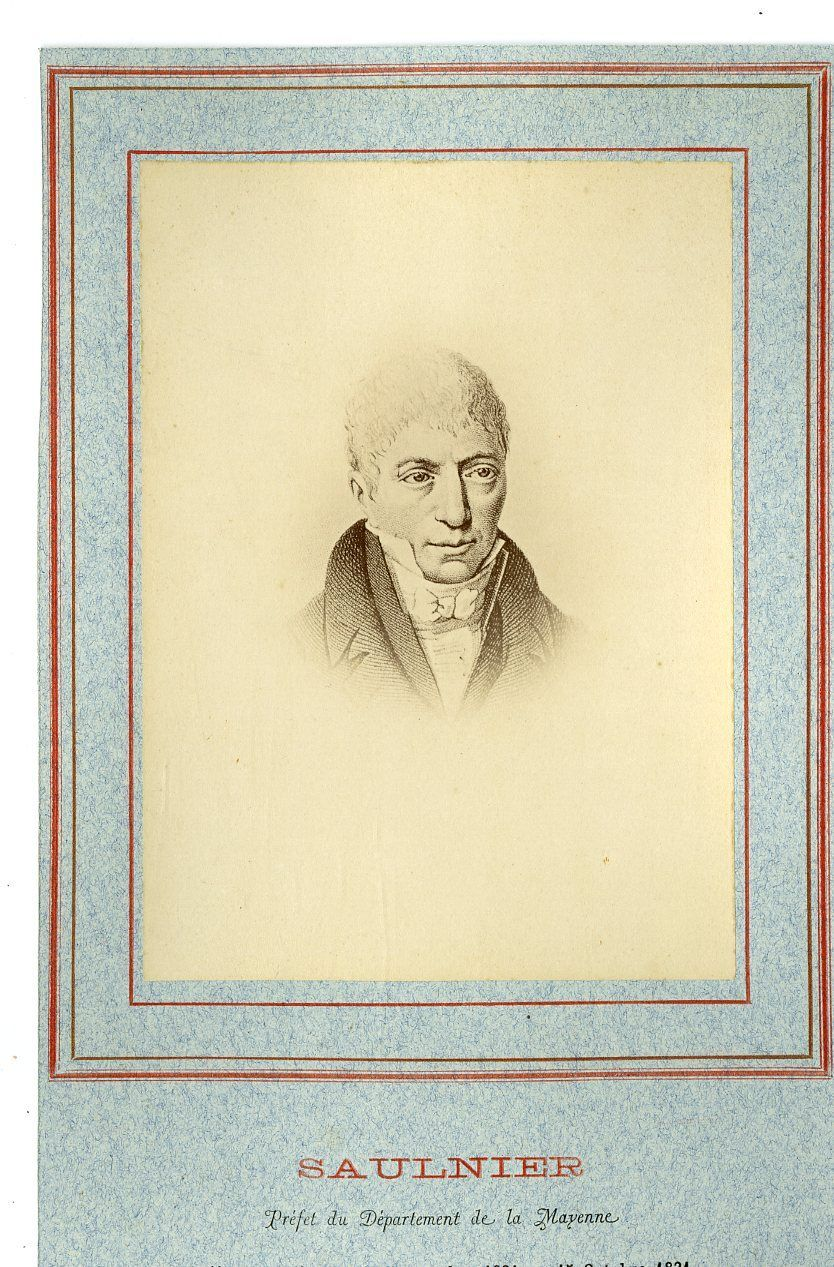
Sébastien Louis Saulnier.

- 26 janvier à Metz : Claude François Lallemand, mort le 23 juillet 1854 à Marseille, chirurgien français pionnier dans l’étude des maladies cérébrales, professeur de clinique chirurgicale à la faculté de médecine de Montpellier et membre de l’Académie nationale de médecine de Paris.
- 29 janvier à Nancy : Sébastien-Louis Saulnier, mort le 23 octobre 1835 à Saint-Jean-de-la-Ruelle, est auditeur au Conseil d'État en 1811, administrateur de la province de Minsk en 1812 et commissaire général de la police à Lyon en 1813.
- 18 mars  à Niderviller: Astolphe Louis Léonor, marquis de Custine, mort le 25 septembre 1857 à Saint-Gratien, écrivain français, surtout connu pour son ouvrage La Russie en 1839, parfois considéré comme le pendant russe de l’essai De la démocratie en Amérique de Tocqueville.
- 19 mars : Alexandre Gaulthier, vicomte de Rigny (1790-1873), général français, fils d’un ancien officier de cavalerie et d’une sœur de l’abbé Louis, et frère de l’amiral de Rigny.
- 5 juin à Nancy : Nicolas André Tardieu, homme politique français décédé le 27 juillet 1843 à Nancy.
- 20 décembre à Rambervillers : Jean Joseph Vaudechamp, mort à Neuilly-sur-Seine (Hauts-de-Seine) le 4 août 1864, peintre français.

## Décès

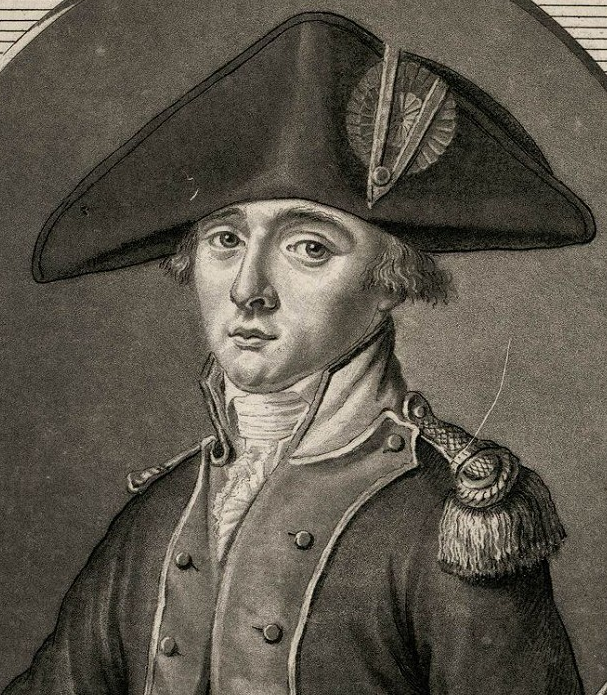
André Desilles

- 17 octobre à Nancy : André Désilles (ou Antoine-Joseph-Marc[20]), né à Saint-Malo (France) le 11 mars 1767, officier au régiment du Roi infanterie lors de la mutinerie de ce régiment, du régiment de dragons Mestre de Camp Général et du régiment suisse de Châteauvieux, qui constituaient la garnison de Nancy.